# Pecuária

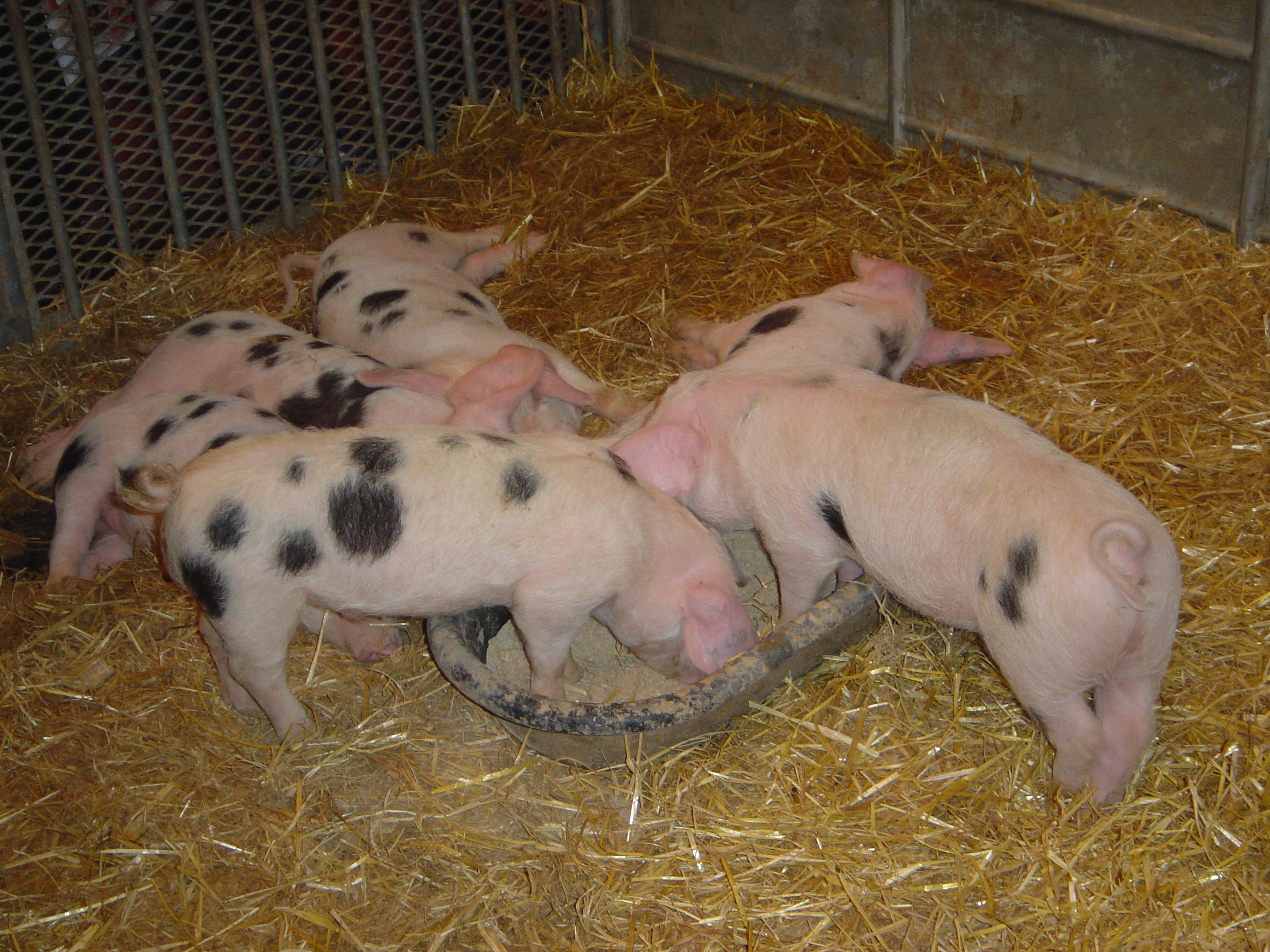
Suinocultura, um dos ramos da pecuária

Pecuária é a atividade que envolve a criação e venda de animais para a produção de alimentos ou matérias-primas.

## Etimologia e história
Pecus em latim significa "gado". A palavra tem a mesma raiz de "pecúnia" (moeda, dinheiro). Na antiga Roma, os animais criados para abate também eram usados como reserva de valor.
A criação de gado é uma das mais velhas atividades conhecidas, resultado do aperfeiçoamentos do trabalho dos caçadores-coletores, que já existiam há cerca de 100.000 anos, quando aprenderam a aprisionar os animais vivos para posterior abate. Posteriormente perceberam a possibilidade de administrar a sua reprodução. Nos primeiros estágios da pecuária, o homem continuava nômade, e na maioria das vezes conduzia seus rebanhos domesticados em suas perambulações, já não procurando a caça, mas sim novas pastagens para alimentar o rebanho.
A ciência da criação de animais chama-se Zootecnia e é ensinada em muitas universidades e faculdades, principalmente em áreas rurais.

## A pecuária na atualidade

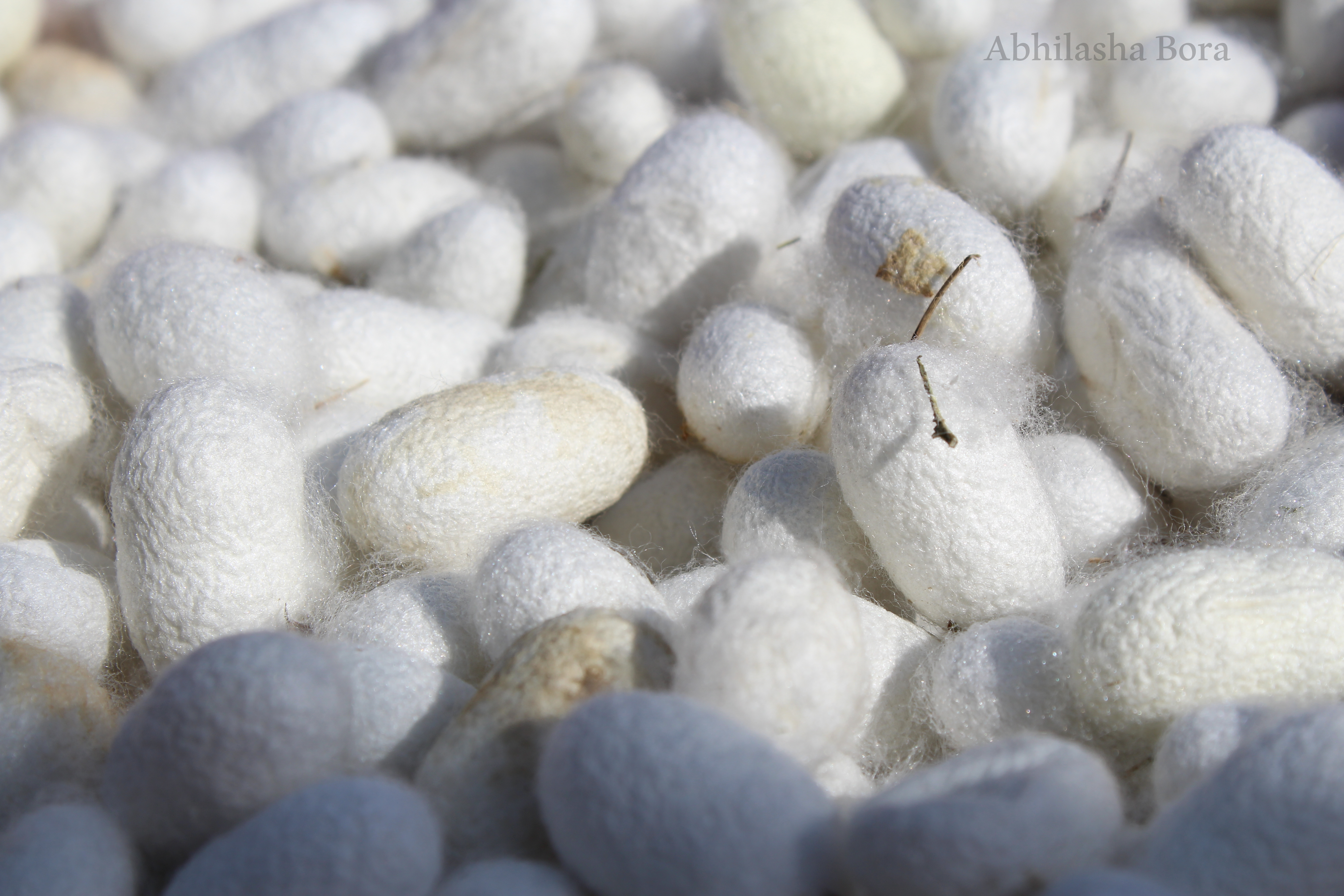
Casulos de bichos-da-seda (ver: Sericultura).

Na atualidade, os trabalhadores conhecidos como "peões", "vaqueiros", "campinos", entre outros, são aqueles que realizarem trabalhos com gado bovino e /ou bubalino criados primariamente para serem usados como fontes de carne.
Carne (bovina, bubalina, de aves etc), ovos, leite e mel são os principais produtos alimentares oriundos da atividade pecuária. Couro, lã e seda são exemplos de fibras usadas na indústria de vestimentas e calçados. O couro também é extensivamente usado na indústria de mobiliário e de automóveis.

## Tipos de pecuária
- Apicultura (criação de abelhas)
- Avicultura (criação de aves)
- Asininocultura (criação de burros)
- Camelicultura (criação de camelideos - lhamas, vicunhas, camelos)
- Carcinicultura (criação de camarões)
- Crocodilicultura - (criação de crocodilianos - jacarés e crocodilos)
- Cunicultura (criação de coelhos)
- Equinocultura (criação de cavalos)
- Estrutiocultura (criação de avestruzes)
- Herpetocultura (criação de répteis)
- Maricultura (criação de mariscos)
- Meliponicultura (criação de abelhas sem ferrão)
- Minhocultura (criação de minhocas para produção de húmus)
- Ovinocultura (criação de ovinos - ovelhas)
- Pecuária de corte (criação de bovinos para fornecimento de carne)
- Pecuária de lã (criação de ovinos ou caprinos para fornecimento de lã)
- Pecuária de leite (criação de bovinos para fornecimento de leite)
- Piscicultura (criação de peixes)
- Quelonicultura (criação de quelônios - tartarugas)
- Ranicultura (criação de rãs)
- Sericicultura (criação de bicho-da-seda)
- Suinocultura (criação de porcos)
- Truticultura (criação de trutas)

## Problemas ambientais
É um fator histórico de degradação da biodiversidade, gerando a seleção artificial de espécies, onde alguns seres vivos são selecionados e protegidos pelo homem.
A pecuária ruminante, em escala industrial, devido ao processo digestivo de fermentação entérica, é reconhecida como uma importante fonte de emissão de gás metano - um potente gás de efeito estufa que contribui em 18% para o aquecimento global.. As emissões globais de metano geradas a partir dos processos entéricos são estimadas em 80 milhões de toneladas por ano, correspondendo a cerca de 22% das emissões totais de metano geradas por fontes antrópicas.

## No Brasil
A pecuária no Brasil é parte significativa da economia deste país desde o período colonial. O Brasil tinha um rebanho de 218,23 milhões de cabeças em 2016, criadas em aproximadamente 167 milhões de hectares. A lotação média no país é de 1,25 cab. /ha (unidade de cabeça por hectare). Atualmente a produção pecuária de bovinos é partilhada principalmente pelo Centro-Oeste, Sudeste e Sul, cabendo ao Nordeste o predomínio sobre as criações de caprinos e muares. Os ovinos se concentram no Sul e Nordeste (Rio Grande do Sul, Bahia e Ceará são os principais produtores). Os suínos e as aves se concentram no Sudeste e no Sul. No Brasil dia 15 de julho, é comemorado o Dia Nacional do Pecuarista.
O Brasil é o maior exportador mundial de carne de frango: 3,77 milhões de toneladas em 2019. O país é dono do segundo maior rebanho bovino do mundo, 22,2% do rebanho mundial. O país foi o segundo maior produtor de carne bovina em 2019, responsável por 15,4% da produção mundial. Foi também o terceiro maior produtor de leite do mundo em 2018. Este ano [2022] o país produziu 35,1 bilhões de litros. Em 2019, o Brasil era o 4º maior produtor de carne de porco do mundo, com quase 4 milhões de toneladas.

## Produção mundial
| País                                     | Produção em 2018 (milhões de toneladas anuais) |
| ---------------------------------------- | ---------------------------------------------- |
| Estados Unidos                           | 12,2                                           |
| Brasil                                   | 9,9                                            |
| China                                    | 5,8                                            |
| Argentina                                | 3,0                                            |
| Austrália                                | 2,2                                            |
| México                                   | 1,9                                            |
| Rússia                                   | 1,6                                            |
| França                                   | 1,4                                            |
| Canadá                                   | 1,2                                            |
| Alemanha                                 | 1,1                                            |
| Fonte: Food and Agriculture Organization |                                                |

| País                                     | Produção em 2018 (milhões de toneladas anuais) |
| ---------------------------------------- | ---------------------------------------------- |
| Estados Unidos                           | 19,5                                           |
| Brasil                                   | 14,9                                           |
| China                                    | 14,5                                           |
| Rússia                                   | 4,5                                            |
| Índia                                    | 3,5                                            |
| México                                   | 3,3                                            |
| Indonésia                                | 2,5                                            |
| Japão                                    | 2,2                                            |
| Irão                                     | 2,1                                            |
| Turquia                                  | 2,1                                            |
| Argentina                                | 2,0                                            |
| Fonte: Food and Agriculture Organization |                                                |

| País                                     | Produção em 2018 (milhões de toneladas anuais) |
| ---------------------------------------- | ---------------------------------------------- |
| China                                    | 54,9                                           |
| Estados Unidos                           | 11,9                                           |
| Alemanha                                 | 5,3                                            |
| Espanha                                  | 4,5                                            |
| Vietname                                 | 3,8                                            |
| Brasil                                   | 3,7                                            |
| Rússia                                   | 3,7                                            |
| França                                   | 2,1                                            |
| Canadá                                   | 2,1                                            |
| Polónia                                  | 2,1                                            |
| Fonte: Food and Agriculture Organization |                                                |

| País                                     | Produção em 2018 (bilhões de litros anuais) |
| ---------------------------------------- | ------------------------------------------- |
| Estados Unidos                           | 98,6                                        |
| Índia                                    | 89,8                                        |
| Brasil                                   | 33,8                                        |
| Alemanha                                 | 33,0                                        |
| China                                    | 31,1                                        |
| Rússia                                   | 30,3                                        |
| França                                   | 25,5                                        |
| Nova Zelândia                            | 21,3                                        |
| Turquia                                  | 20,0                                        |
| Paquistão                                | 16,7                                        |
| Fonte: Food and Agriculture Organization |                                             |

| País                                     | Produção em 2018 (mil toneladas anuais) |
| ---------------------------------------- | --------------------------------------- |
| China                                    | 457,2                                   |
| Turquia                                  | 114,1                                   |
| Argentina                                | 79,4                                    |
| Irão                                     | 77,5                                    |
| Ucrânia                                  | 71,2                                    |
| Estados Unidos                           | 69,1                                    |
| Índia                                    | 67,4                                    |
| Rússia                                   | 65,0                                    |
| México                                   | 64,2                                    |
| Etiópia                                  | 50,0                                    |
| Brasil                                   | 42,3                                    |
| Total mundial                            | 1.851                                   |
| Fonte: Food and Agriculture Organization |                                         |